# Nácer Adaulá
Abu Maomé Alhaçane ibne Abu Alhaija Abedalá ibne Hamadã Ataglibi[a] (em árabe: أبو محمد الحسن ابن أبو الهيجاء عبدالله ابن حمدان ناصر الدولة التغلبي‎‎; romaniz.: Abu Muhammad al-Hasan ibn Abu'l-Haija 'Abdallah ibn Hamdan al-Taglibi; m. 968 ou 969), melhor conhecido por seu lacabe (epíteto honorífico) Nácer Adaulá ("defensor da dinastia [abássida]), foi o segundo governante hamadânida do Emirado de Moçul, que compreendeu boa parte da Jazira.
Como o membro sênior da dinastia hamadânida, herdou a base de poder da família em torno de Moçul de seu pai, e foi capaz de assegurá-la contra as ameaças de seus tios. Haçane envolveu-se nas intrigas cortesãs do Califado Abássida em Bagdá, e, entre 942 e 943, com ajuda de seu irmão Ali (conhecido como Ceife Adaulá), estabeleceu-se como emir de emires, ou o regente de facto do califa. Foi repelido para Moçul por tropas turcas e suas tentativas subsequentes para desafiar os buídas que tomaram controle de Bagdá e do Iraque Inferior terminaram em fracassos repetidos. Por duas vezes sua capital foi capturada por forças buídas, que foram, contudo, incapazes de derrotar a oposição local a seu regime. Como resultado desses fracassos para reter o poder, Nácer Adaulá declinou em influência e prestígio. Ele foi eclipsado pelas ações de seu irmão Ali, que estabeleceu seu domínio mais firmemente sobre Alepo e o norte da Síria. Depois de 964, o filho mais velho de Nácer Adaulá, Abu Taglibe, exerceu controle  de facto sobre seus domínios, e em 967, Abu Taglibe e seus irmãos depuseram e aprisionaram seu pai, que morreu em cativeiro um ou dois anos depois.

## Vida

### Origem e família

Árvore genealógica dos hamadânidas

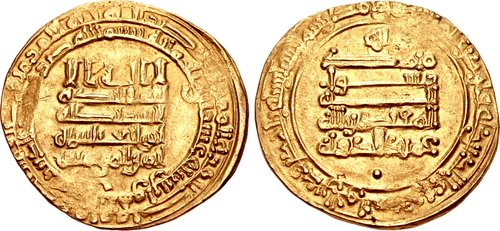
Dinar de ouro de Almoctadir r. com os nomes de seu herdeiro Abu Alabás e vizir Amide Adaulá

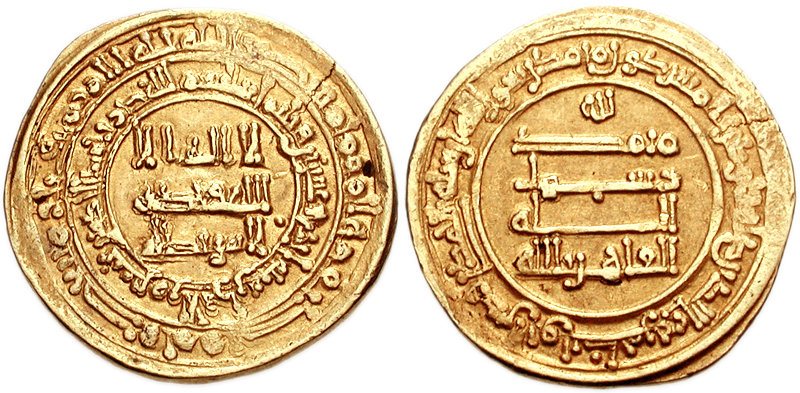
Dinar de ouro de Alcair r.

Nácer Adaulá nasceu Haçane ibne Abedalá, o filho mais velho de Abu Alhaija Abedalá ibne Hamadã (m. 929), filho de Hamadã ibne Hamadune ibne Alharite, que deu seu nome à dinastia hamadânida. Os hamadânidas foram um ramo dos Banu Taglibe, uma tribo árabe residente na Jazira (Mesopotâmia Superior) desde tempos pré-islâmicos. Os taglibitas tradicionalmente controlaram Moçul e sua região até o final do século IX, quando o governo abássida tentou impor controle firme sobre a província. Hamadã ibne Hamadune foi um dos mais determinados líderes taglibitas em oposição a este movimento. Notadamente, em seu esforço para afastar os abássidas, assegurou uma aliança com os curdos residentes nas montanhas ao norte de Moçul, um fato de considerável importância na fortuna posterior de sua família. Os membros da família casaram-se com curdos, que também eram proeminentes no exército hamadânida.
As possessões de Hamadã foram capturadas em 895 pelo califa abássida Almutadide (r. 892–902), e Hamadã foi forçado a render-se próximo de Moçul após uma longa perseguição. Ele foi colocado na prisão, mas seu filho Huceine ibne Hamadã, que havia rendido a fortaleza de Ardumuxte às forças califais, conseguiu assegurar o futuro da família. Ele reuniu tropas entre os taglibitas em troca de remissões de tributos, e estabeleceu um crescente influência na Jazira ao atuar como mediador entre as autoridades abássidas e a população árabe e curda. Foi essa forte base local que permitiu a família sobreviver seu relacionamento muitas vezes tenso com o governo abássida em Bagdá durante o começo do século X. Huceine foi um general bem-sucedido, distinguindo-se contra os carijitas e tulúnidas, mas foi desgraçado após apoiar a usurpação fracassada de Abedalá ibne Almutaz em 908. Seu irmão mais jovem Ibraim foi governador de Diar Rebia (a província entorno de Nísibis) em 919 e depois de sua morte no ano seguinte foi sucedido por outro irmão, Daúde. O pai de Haçane, Abedalá, serviu como emir (governador) de Moçul em 905/6–913/4, mas foi repetidamente desgraçado e reabilitado a medida que a situação política mudou em Bagdá até reassumir o controle de Moçul em 925/6. Gozando de firmes relações com o poderoso comandante do exército califal, Munis Alcadim, em 929 desempenhou um papel proeminente na usurpação de curta duração de Alcair (que mais tarde reinaria como califa em 932–934) contra Almoctadir (r. 908–932), e foi morto durante sua supressão. Segundo o estudioso Marius Canard, Abdealá estabeleceu-se como o membro mais proeminente da primeira geração da dinastia hamadânida, e foi essencialmente o fundador do Emirado de Moçul hamadânida.

### Consolidação do controle sobre a Jazira

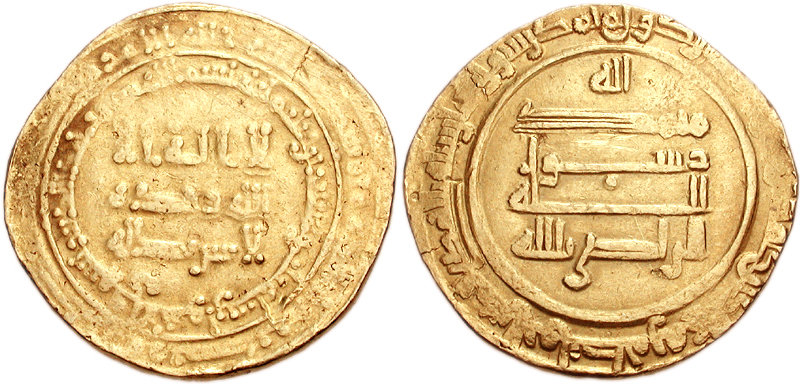
Dinar de ouro de Arradi r.

Jazira (Mesopotâmia Superior), a base de poder dos hamadânidas

Durante sua ausência em Bagdá em seus anos finais de 920/921 em diante, Abedalá relegou a autoridade sobre Moçul para Haçane. Depois da morte de Abedalá, contudo, Almoctadir aproveitou a oportunidade para vingar-se dos hamadânidas, e nomeou um governador para Moçul, enquanto os domínios de abedalá foram divididos entre seus irmãos sobreviventes. Confrontado pelas reivindicações de seus tios, Haçane foi deixado em carto de uma pequena porção, sobre a margem esquerda do Tigre. Em 930, depois da morte do governador califal, Haçane conseguiu reganhar o controle sobre Moçul, mas seus tios Nácer e Saíde logo removeram-no do poder e confinaram-no às porções ocidentais de Diar Rebia. Em 934, Haçane novamente recuperou Moçul, mas Saíde, residindo em Bagdá e apoiado pelo governo califal, expulsou-o novamente. Haçane fugiu à Armênia, de onde orquestrou a morte de Saíde. Apenas então suas tropas ocuparam Moçul e estabeleceram-no permanentemente como seu governante. Finalmente, depois de derrotar as forças califais sob o vizir ibne Mucla e os Banu Habibe, seus rivais entre os taglibitas, no final de 935 o califa Arradi (r. 934–940) foi forçado a formalmente reconhecê-lo como governador de Moçul e da Jazira inteira, em troca de um tributo anual de 70 000 dinares de ouro e suprimentos de farinha para as duas capitais califais de Bagdá e Samarra.
A resistência ao governo de Haçane fora da região central de sua família em torno de Moçul permaneceu — em Diar Baquir, o governador de Maiafarquim, Ali ibne Jafar, rebelou-se contra Haçane, e em Diar Modar, as tribos caicitas da região em torno de Saruje também revoltaram-se. Haçane subjugou-os e assegurou o controle sobre toda a Jazira próximo ao fim de 936, devido aos esforços de seu irmão Ali, que recebeu o governo das duas províncias como recompensa. No meio tempo, os derrotados Banu Habibe, compondo uma força de 10 000 e liderados por Alalá ibne Almuamar, deixaram suas terras e fugiram para território controlado pelo Império Bizantino. Esse movimento sem precedente pode ser explicado pelo fato de que uma porção significativa da tribo ainda praticava o cristianismo, ou pela pressão sobre suas terras de pastagem por tribos do sul, mas o principal objetivo do movimento foi escapar da autoridade e tributação hamadânida. Haçane também tentou estender seu controle ao Azerbaijão controlado pelos sájidas em 934 e 938, mas seus esforços falharam.

### Luta pelo controle do califado

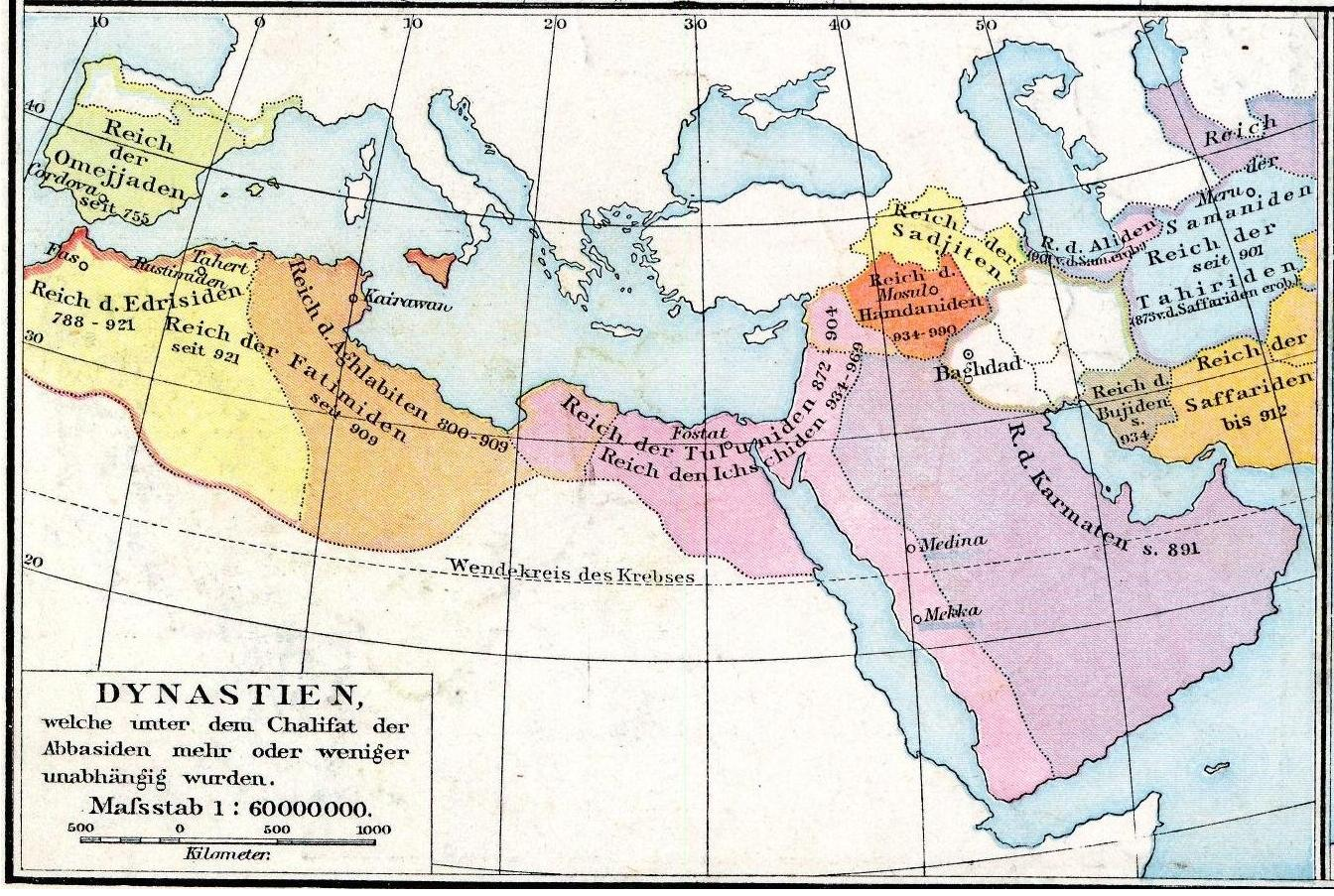
Mapa da fragmentação do Califado Abássida nos séculos IX e X, mostrando os domínios jaziranos de Nácer Adaulá em vermelho

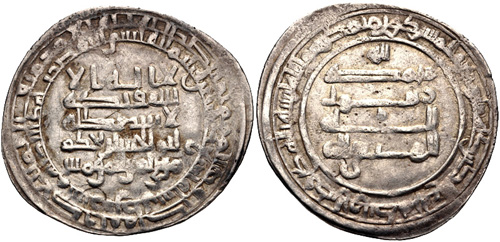
Dirrã de prata de 329 A.H. (940/941), com os nomes do califa Almutaqui r. e Bajecã

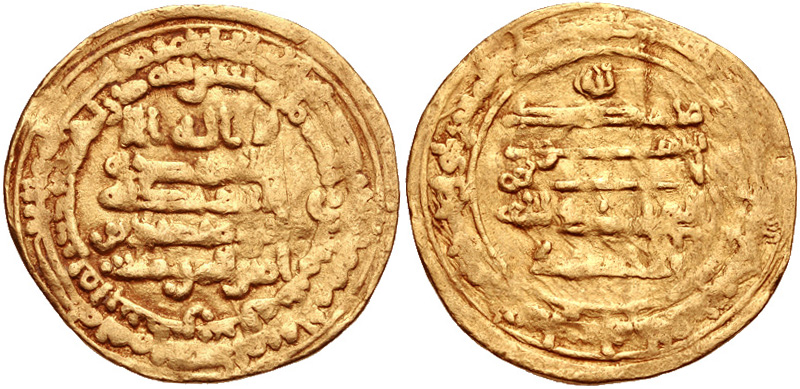
Dinar de ouro do emir iquíxida Maomé ibne Tugueje r.

Enquanto tentou consolidar seu governo sobre Moçul, Haçane mostrou-se conspicuamente leal ao regime abássida, e recusou apoiar a revolta de Munis Alcadim contra o califa Almoctadir em 932. Munis conseguiu derrubar e matar Almoctadir, mas pelos próximos anos o governo abássida colapsou, até em 936 o poderoso governador de Uacite, Maomé ibne Raique, assumiu o título de emir de emires ("comandante de comandantes") e com ele de facto controlou o regime abássida. O califa Arradi foi reduzido para um papel figurativo, enquanto a extensa burocracia civil foi diminuída dramaticamente em tamanho e poder. A posição de ibne Raique foi qualquer coisa menos segura, e logo uma complicada luta pelo controle do seu ofício, e o califado com ele, que eclodiu entre os vários governantes e os chefes do exército turco e dailamita, que terminou em 946 com a vitória dos buídas.
Assim, no final da década de 930, Haçane, encorajado por seu controle sobre um grande e rico domínio, entrou nas intrigas da corte abássida e tornou-se um dos principais competidores do título de emir de emires. No início, Haçane tentou explorar a fraqueza do governo abássida para recusar seu pagamento de tributo, mas o turco Bajecã, que destituiu ibne Raique em 938, rapidamente forçou-o a retroceder. Haçane então apoiou ibne Raique em sua missão para ganhar sua posição perdida. Bajecã tentou forçosamente expulsar Haçane de seus domínios jaziranos, mas em vão, e foi posteriormente morto numa luta com brigantes curdos no começo de 941. A grande chance de Haçane veio no começo de 942, quando o califa Almutaqui (r. 940–944) e seus assessores mais próximos fugiram de Bagdá para escapar da queda eminente da cidade para os báridas de Baçorá e procurou refúgio em Moçul. Haçane agora fez uma oferta direta de poder: ele assassinou ibne Raique e sucedeu-o como emir de emires, recebendo o lacabe honorífico de Nácer Adaulá ("defensor da dinastia"). Ele então escoltou o califa de volta para Bagdá, onde entraram em 4 de junho. Para segurar ainda mais sua posição, Nácer Adaulá casou sua filha com o filho do califa. Junto com seu primo, Haçane ibne Saíde, o irmão de Nácer Adaulá, Ali, foi instrumental na empreitada hamadânida, tomando o campo contra os báridas, que ainda controlaram a rica província de Baçorá e estavam determinados a reganhar Bagdá. depois de conseguir uma vitória sobre eles, Ali foi recompensado com o lacabe de Ceife Adaulá (espada da dinastia), pelo qual tornou-se famoso. Essa recompensa dupla marcou a primeira vez que um lacabe incorporando o prestigioso elemento "Adaulá" foi conferido a outra pessoa além do vizir, o ministro chefe califal, e foi uma afirmação simbólica da predominância do exército sobre a burocracia civil.
O sucesso e controle dos hamadânidas sobre a capital abássida por pouco mais de um ano. Eles careciam de fundos e estavam politicamente isolados, encontrando pouco apoio entre os mais poderosos vassalos do califado, os samânidas da Transoxiana e os iquíxidas do Egito. Consequentemente, quando no final de 943 um motim eclodiu entre suas tropas (principalmente compostas de turcos, dailamitas, carmatas e apenas alguns árabes) devido a questões de pagamento, sob a liderança do general turco Tuzum, foram forçados a sair de Bagdá e retornar para sua base em Moçul. O califa Almutaqui agora nomeou Tuzum como emir de emires, mas o jeito arrogante do turco induziu Almutaqui a novamente procurar refúgio na corte hamadânida. As forças hamadânidas sob Ceife Adaulá marcharam contra o exército de Tuzum, mas foram derrotadas. Os hamadânidas agora concluíram um acordo com Tuzum que permitiu-os manter a Jazira  mesmo deu-lhes autoridade nominal sobre o norte da Síria (que à época não estava sob controle hamadânida), em troca de um pagamento anual de 3,6 milhões de dirrãs.
No meio tempo, o califa foi levado para Raca para maior segurança, enquanto Huceine ibne Saíde tentou assegurar o controle sobre o norte da Síria e antecipou-se para impedir que Maomé ibne Tugueje, o governante egípcio, tomasse controle da região. A tentativa falhou, com Maomé avançando na Síria, tomando Alepo e marchando para Raca, onde encontrou o califa. Maomé tentou persuadi-lo a ir ao Egito sob sua proteção, mas o califa se recusou, e Maomé retornou ao Egito. Em vez disso, Almutaqui, persuadido pelas garantias de lealdade e segurança de Tuzum, retornou para Bagdá, onde Tuzum depôs-o e cegou-o, substituindo-o por Almostacfi (r. 944–946). Com as notícias desse crime, Nácer Adaulá novamente se recusou a pagar tributo, mas Tuzum marchou contra ele e forçou sua submissão. Dai em diante, Nácer Adaulá seria tributário de Bagdá, mas acharia difícil esquecer da perda do poder sobre a cidade que cerca vez controlou, e nos anos subsequentes faria várias investidas com intuito de reganhá-lo.

### Guerras com os buídas

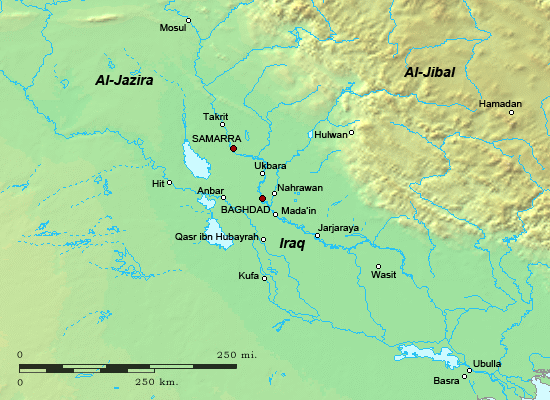
Mapa do Iraque nos séculos IX e X

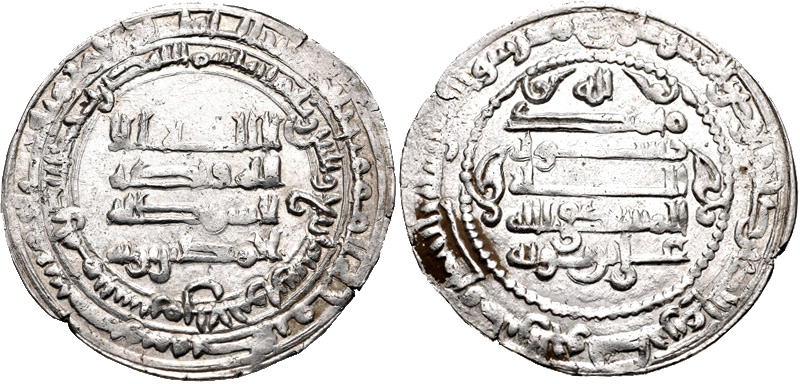
Dirrã de Muize Adaulá r.

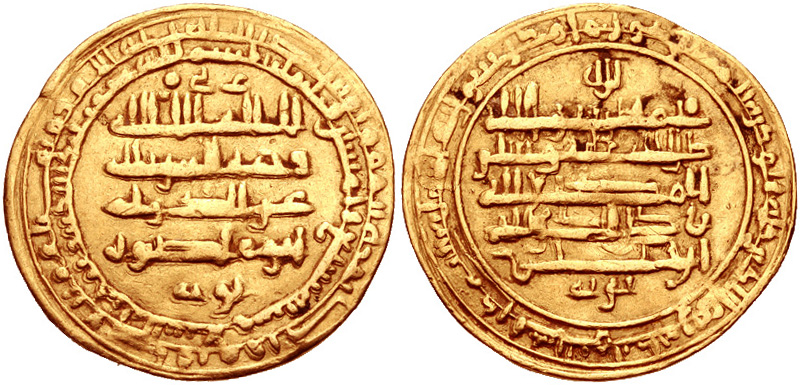
Dinar de ouro do buída Ruquim Adaulá r.

No final de 945, Tuzum morreu. Sua morte enfraqueceu a habilidade do governo abássida para manter sua independência contra o crescente poder dos buídas, que sob Amade ibne Buia já tinha consolidado controle sobre Pérsis e a Carmânia, e assegurou a cooperação dos báridas. O secretário de Almostacfi, Xirzade, tentou confrontar os buídas convocando Nácer Adaulá, mas Amade avançou sobre Bagdá com suas tropas, e em janeiro de 946 obteve sua nomeação como emir de emires com o honorífico Muize Adaulá ("fortalecedor do Estado"). Para assegurar sua posição, os buídas imediatamente marcharam contra os hamadânidas. Nácer Adaulá respondeu ao descer a margem esquerda do rio Tigre e bloquear Bagdá. No fim, contudo, os buídas derrotaram os hamadânidas em batalha e forçaram Nácer Adaulá a fugir para Ucbara. De lá, Nácer Adaulá começou negociações com os buídas, almejando assegurar o reconhecimento do controle hamadânida sobre a Jazira, Síria e mesmo Egito como tributários do califado, com a fronteira entre as zonas de influência buída e hamadânida fixada em Ticrite. Negociações foram interrompidas por uma rebelião entre as tropas turcas dos hamadânidas, mas Muize Adaulá, que pelo momento preferiu um Estado hamadânida estável à anarquia em sua fronteira norte, ajudou Nácer Adaulá a suprimi-la. A paz foi acordada nos termos citados acima, e foi confirmada com um dos filhos de Nácer Adaulá sendo levado como refém para Bagdá.
O conflito entre os rivais foi renovado em 948, quando Muize Adaulá começou a marchar contra Moçul, mas foi forçado a terminar sua campanha para assistir seu irmão Ruquim Adaulá, que estava tendo problemas na Pérsia. Em troca, Nácer Adaulá concordou em recomeçar a pagar tributo pela Jazira e Síria, bem como adicionar o nome dos três irmãos buídas depois do califa na oração da sexta-feira. Outra rodada da guerra irrompeu em 956–958. Enquanto os buídas estavam preocupados com a rebelião de suas tropas dailamitas sob Rezbaã ibne Vindade-Curxide no sul do Iraque, Nácer Adaulá teve a oportunidade de avançar para o sul e capturar Bagdá. Depois da supressão da revolta dailamita, os hamadânidas foram incapazes de manter sua posição em fase da contraofensiva buída e abandonaram a cidade. A paz foi renovada em troca do reconhecimento de um indenização adicional, mas quando Nácer Adaulá se recusou a enviar o pagamento do segundo ano, o governante buída avançou para o norte. Incapaz de confrontar o exército buída no campo, Nácer Adaulá abandonou Moçul e fugiu para Maiafarquim e então para seu irmão Ceife Adaulá em Alepo. Os buídas capturaram Moçul e Nísibis, mas os hamadânidas e seus apoiantes retiraram-se para seu território nativo nas montanhas ao norte, levando consigo seus tesouros bem como todos os registros do governo e tributários. Como resultado, o exército buída foi incapaz de apoiar-se no território conquistados, além do mais as tropas predominantemente dailamitas foram ressentidas pela população local, que lançou ataques de guerrilha contra elas. Ceife Adaulá tentou mediar com Muize Adaulá, mas suas primeiras tentativas foram recusadas. Apenas quando concordou em assumir o fardo de pagar o tributo de seu irmão pela inteira Diar Rebia, o governante buída concordou com a paz. Esse acordo marcou a mudança dos papeis entre os dois irmãos hamadânidas, e o estabelecimento do ramo siríaco da família.

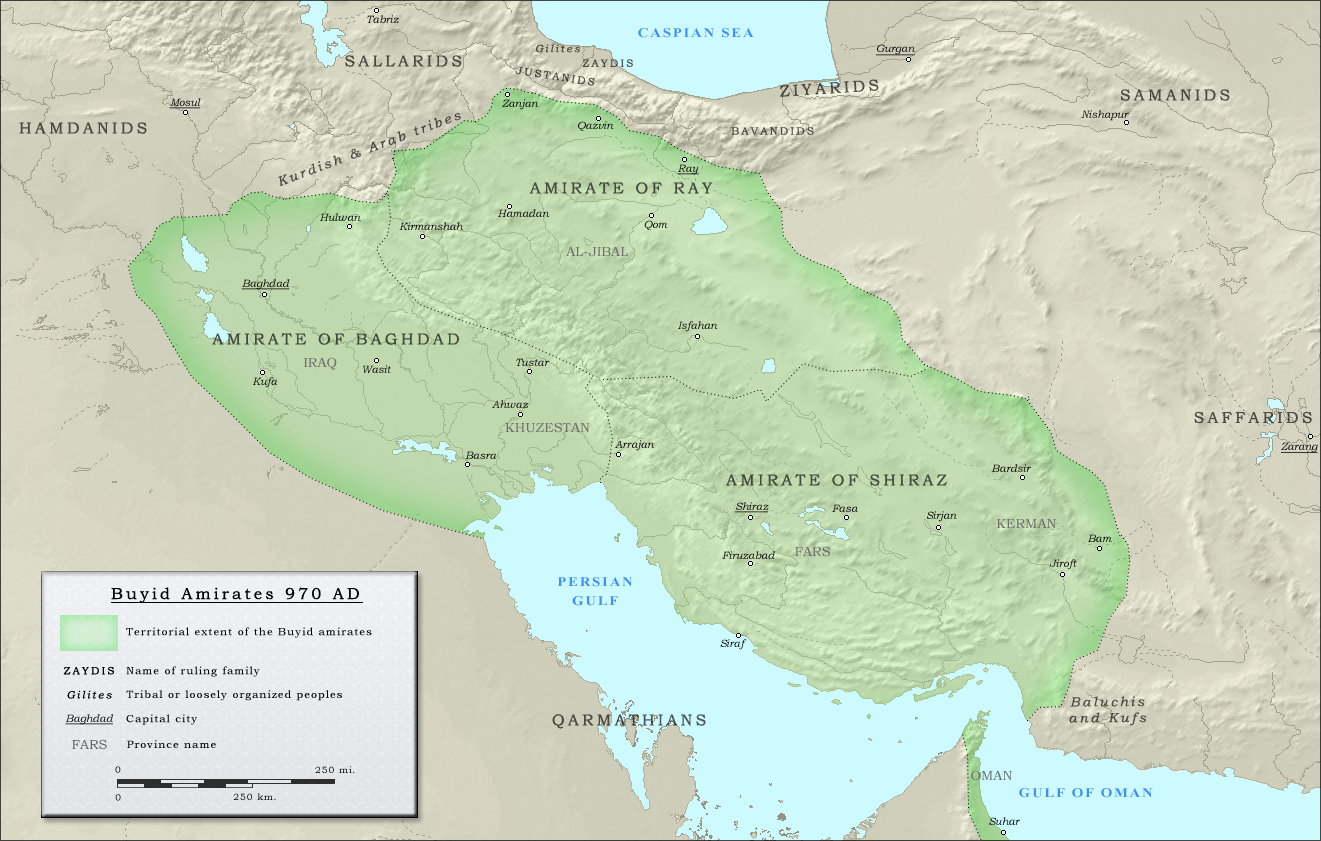
Império Buída em 970

Em 964, Nácer Adaulá tentou renegociar os termos do acordo, mas também para assegurar o reconhecimento buída de seu filho mais velho, Fadle Alá Abu Taglibe Algadanfar, como seu sucessor. Muize Adaulá recusou as exigências de Nácer Adaulá e novamente invadiu o território hamadânida. Novamente Moçul e Nísibis foram capturadas, enquanto os hamadânidas fugiram às fortalezas montanhosas. Em 958, como os buídas foram incapazes de manter-se na Jazira, um acordo foi alcançado segundo o qual os hamadânidas retornaram para Moçul. Dessa vez, contudo, Abu Taglibe emergiu como líder efetivo no lugar de seu pai: foi com ele, em vez do idoso Nácer Adaulá, que Muize Adaulá concluiu um acordo. O fim do governo de Nácer Adaulá ocorreu em 968, no mesmo que presenciou as mortes de seu irmão Ceife Adaulá e seu grande rival Muize Adaulá. Nácer Adaulá foi relatadamente tão afetado pela morte de seu irmão que ele perdeu o interesse pela vida e tornou-se distante e avarento. No fim, Abu Taglibe, já governador de facto do emirado, depôs-o com ajuda de sua mãe curda, Fátima binte Amade. Nácer Adaulá tentou contê-los ao virar-se para um de seus outros filhos, Hamadã, mas foi capturado e aprisionado na fortaleza de Ardumuste, onde morreu em 968 ou 969.

### Políticas domésticas
Nácer Adaulá foi pesadamente criticado por seus contemporâneos por suas opressivas políticas fiscais e o sofrimento que causou entre a população. O viajante ibne Haucal, que visitou os domínios de Nácer Adaulá, relata em grande detalhe sua tomada de propriedades privadas nas regiões mais férteis da Jazira, sob frágeis acusações legais, até tornar-se o maior latifundiário em sua província. Isso esteve relacionado com a prática de uma monocultura de cereais, destinados a alimentar a população crescente de Bagdá, e ligou-se à alta tributação, de modo que Ceife e Nácer Adaulá foram considerados os príncipes mais ricos nu mundo islâmico. No entanto, o maquinário administrativo hamadânida parece ter sido bastante rudimentar, e o tributo pago aos buídas — estimado em algo entre dois e quatro milhões de dirrãs, quando foi pago — foi um grande fardo ao tesouro.